# Eliot (imię)
Eliot – imię męskie pochodzenia biblijnego. Wywodzi się od hebrajskiego Eliyahu, oznaczającego „Mój Bóg jest Panem”.
Eliot imieniny obchodzi: 20 lipca.

## Eliot w innych językach
- ang. – Elliot, Eliot, Elliotte, Elliott, Eliott, Elyot, Elliota
- niem. – Eliott, Eljott
- fr. – Elliot
- wł. – Elliotto
- ros. – Эллиот
- ukr. – Елліот

## Znane osoby noszące imię Eliot
- Elliott Abrams
- Elliot Aronson
- Elliot Benchetrit
- Elliot Bunney
- Elliott Carter
- Elliott Dexter
- Eliot Engel
- Eliot Ness
- Eliot Spitzer
- Eliot Sumner
- Eliot Vassamillet